# Diecéze ostravsko-opavská

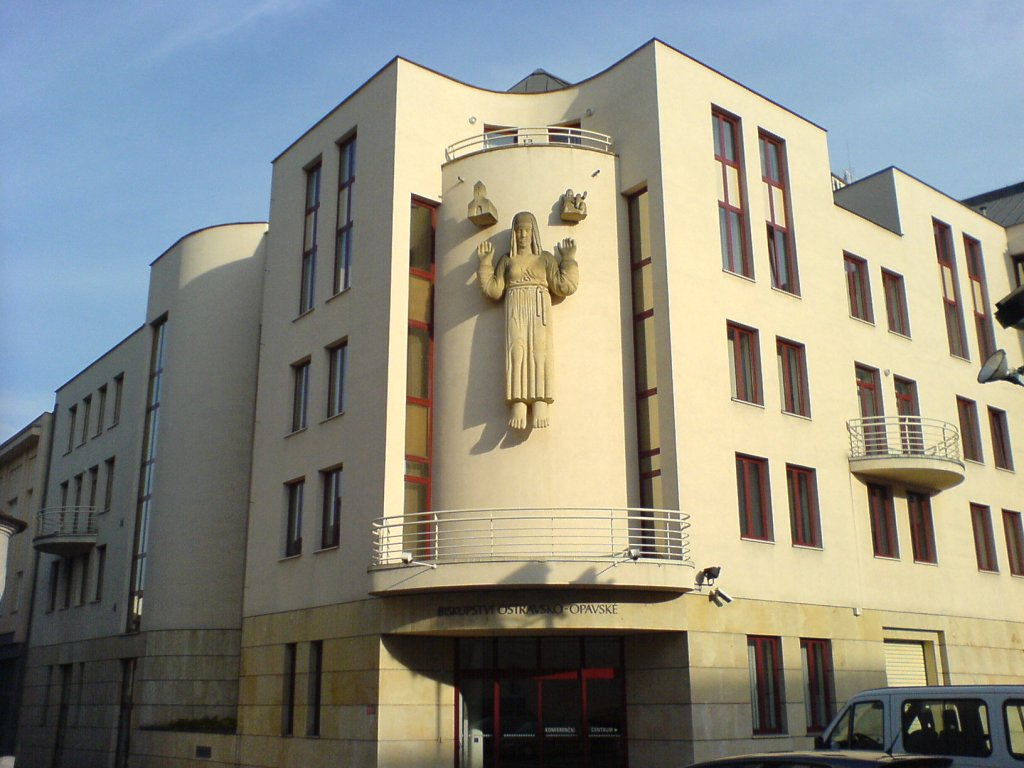
Biskupská rezidence v Ostravě

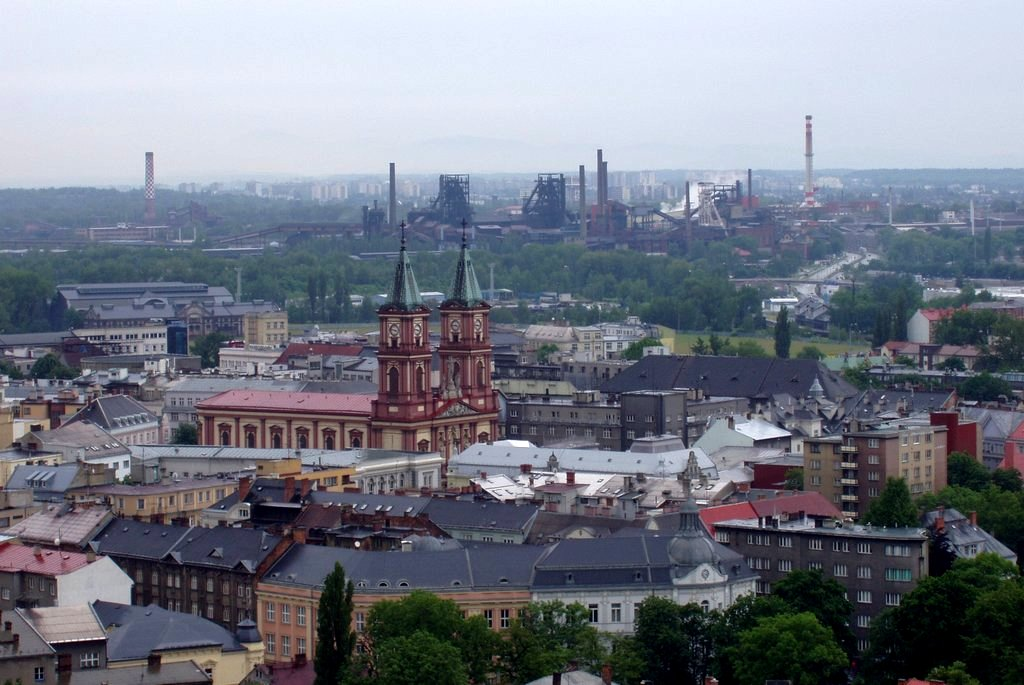
Katedrála Božského Spasitele v Ostravě a její okolí

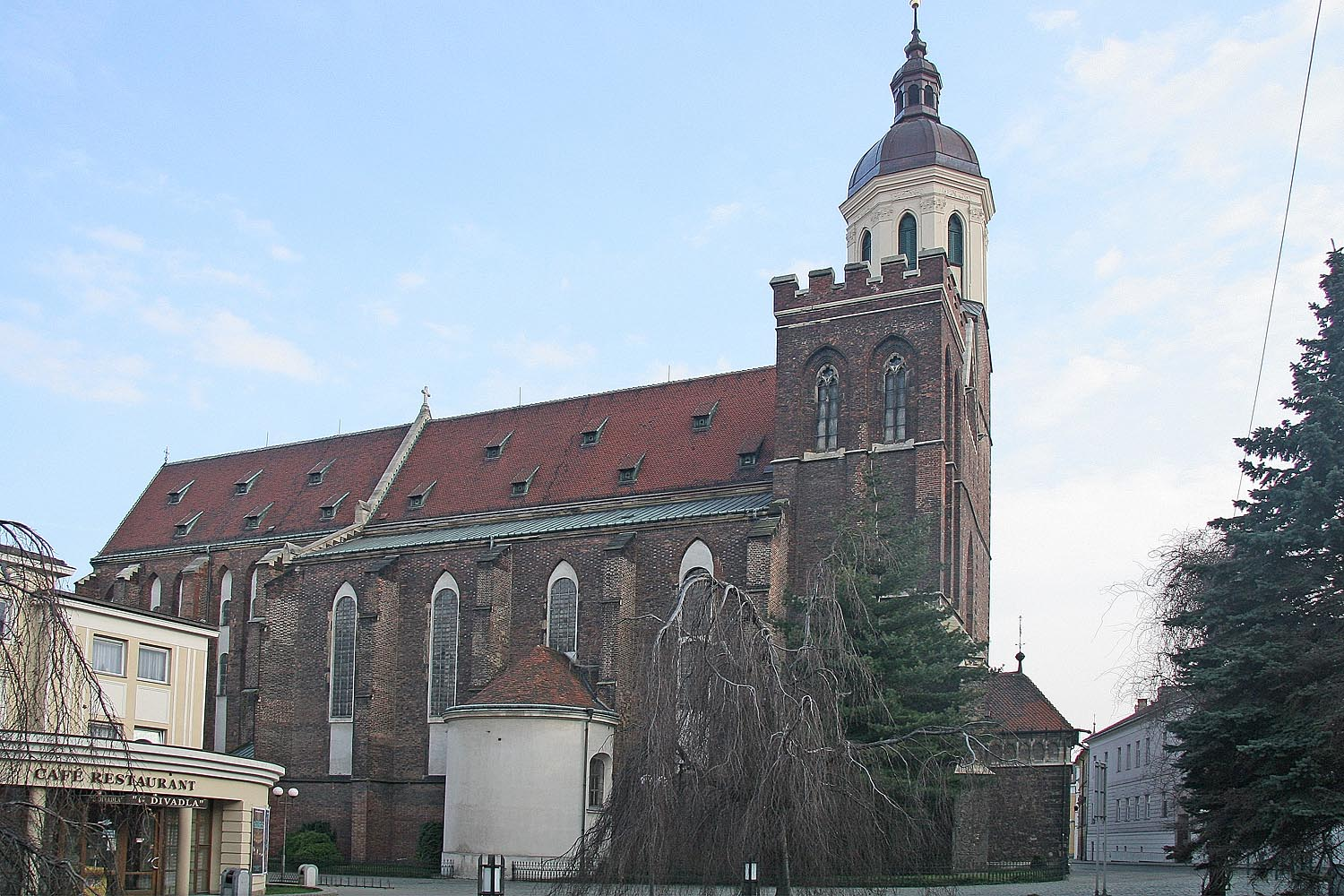
Konkatedrála Nanebevzetí Panny Marie v Opavě

Diecéze ostravsko-opavská (latinsky Dioecesis Ostraviensis-Opaviensis) je římskokatolická diecéze v Česku v rámci moravské církevní provincie. Byla založena 30. května 1996 bulou Jana Pavla II. Ad Christifidelium spirituali a je nejmladší diecézí existující na území České republiky. Vznikla vydělením z arcidiecéze olomoucké a zahrnuje celé České Slezsko a část severní Moravy, zhruba v rozsahu území náležejícího k modernímu Moravskoslezskému kraji, a dále děkanát Jeseník a tři farnosti bruntálského děkanátu (Huzová, Moravský Beroun, Nové Valteřice), ležící v Olomouckém kraji.
Biskup sídlí v Ostravě. Hlavním kostelem diecéze je katedrála Božského Spasitele v Ostravě, druhým sídelním kostelem biskupa je konkatedrála Nanebevzetí Panny Marie v Opavě. Diecéze má také jednu basiliku minor, kterou je bazilika Navštívení Panny Marie ve Frýdku-Místku. Současným biskupem diecéze je od roku 2023 Mons. Martin David, generálním vikářem diecéze je Jan Czudek.

## Historie
Přestože bylo ostravsko-opavské biskupství zřízeno až v roce 1996, snahy o založení biskupství v Českém Slezsku existovaly mnohem dříve.
Po válce o rakouské dědictví ležela většina území vratislavské diecéze v Prusku, zatímco menší část v Rakousku. Z toho důvodu vznikly snahy vytvořit v rakouské části samostatnou diecézi. Jako její sídlo se nejprve v 60. letech 18. století zvažoval Frýdek, projekt ale ztroskotal na nesouhlasu Vídně.
Úspěšnější byla roku 1777 žádost císařovy Marie Terezie, na jejímž základě byla papežem Piem VI. vydána bula Suprema dispositione, kterou byla na území Rakouského Slezska z olomoucké arcidiecéze a také z části dosavadní vratislavské diecéze vyčleněna nová diecéze opavská. K jejímu reálnému vzniku ovšem nedošlo, a to z důvodů politických (špatné vztahy Pruska a Rakouska), organizačních (byla vyžadována součinnost dvou diecézí) i hospodářských (financování chodu nové diecéze by vyžadovalo, aby se Vratislav vzdala svých statků na předaném zemí). Další snahy o vznik diecéze v letech 1818 a 1868 vyšly naprázdno. 
Modus vivendi mezi Vatikánem a Československem z roku 1928 obecně stanovil, že hranice diecézí se mají upravit tak, aby odpovídaly hranicím státu, ovšem bez praktických dopadů. Ke změnám došlo až roku 1937, kdy byly bulou Ad ecclesiastici regiminis incrementum upraveny hranice dotčených československých diecézí, ovšem problematika vratislavské diecéze byla opět pouze vzata na vědomí a ponechána na pozdější příhodnou dobu. Ta nastala po druhé světové válce – na území Českého Slezska vznikla apoštolská administratura českotěšínská, která byla vyňata z vratislavské diecéze a dočasně podřízena přímo papeži. V roce 1977 pak bylo její území včleněno do olomoucké arcidiecéze.
Po sametové revoluci se opět vynořily myšlenky na ustavení samostatné diecéze, která by se oddělila z územně rozlehlé arcidiecéze olomoucké. Ta vznikla 30. května 1996 bulou Jana Pavla II. Ad Christifidelium spirituali, kterou papež vyhověl žádosti moravských biskupů. Bylo rozhodnuto opustit striktně zemský princip – novou diecézi sice z větší části tvořilo území Českého Slezska, z menší části pak ale nově i moravská část Moravskoslezského kraje. Za sídlo biskupa byla zvolena Ostrava, která je přirozeným centrem regionu. Z důvodu odkazu na nevzniklé opavské biskupství se pak druhým biskupským sídlem stala Opava.
Po počátečním provizoriu se roku 2000 otevřela nově postavená budova biskupství v Moravské Ostravě.

## Rozdělení na děkanáty
Diecéze je rozdělena na 11 děkanátů: bílovecký, bruntálský, frýdecký, hlučínský, jesenický, karvinský, krnovský, místecký, novojíčínský, opavský a ostravský.

## Znak
V modrém štítu polcený heroldský kříž, vpravo červeno-stříbrně šachovaný, vlevo zlatý. Na štítu mitra. Za štítem pokosem zlatá berla, závitem ven, a pošikem zlatý procesní kříž, který připomíná patrocinium katedrály Božského Spasitele i kříž, jako symbol nové evangelizace. Barevnost erbu je odvozena z barev znaků většiny území, na kterých se diecéze rozprostírá.

## Svatí diecéze
- sv. Hedvika Slezská – patronka Slezska, Berlína, Vratislavi, Třebnice
- sv. Jan Sarkander – patron zpovědního tajemství
- bl. Marie Antonína Kratochvílová – rodačka z Ostravy-Vítkovic
- sv. Melichar Grodecký – kněz
- bl. Metoděj Dominik Trčka – rodák z Frýdlantu nad Ostravicí
- bl. Richard Henkes – kněz působící ve Strahovicích

## Pastorační aktivity
V rámci diecéze existuje Centrum pro rodinu a sociální péči, které vzniklo v roce 1993 a věnuje se rodinným a sociálním tématům. Toto centrum nabízí přípravu na manželství, školy rodičovských kompetencí, kurz efektivního rodičovství, kurz efektivní komunikace a další aktivity v odpovídající oblasti. Dále se věnuje také seniorům. Diecézní centrum pro mládež provozuje Diecézní středisko mládeže, které sídlí na faře ve Staré vsi nad Ondřejnicí. V areálu ve Staré vsi se pořádají akce pro mladé věřící. Centrum pro mládež dále pořádá akce jako setkání mladých na biskupství, večery mladých, noční bdění, poutě a prázdninové aktivity.
Katechetické a pedagogické centrum koordinuje katechetickou činnost v diecézi. V diecézi působí Vysokoškolské katolické hnutí. Pro podporu pastoračních aktivit uvnitř diecéze byl zřízen Pastorační fond.
Řada kostelů v diecézi je zapojena do projektu Otevřené chrámy, který se snaží zpřístupnit posvátné prostory širší veřejnosti.
Environmentální centrum Hubert na Hukvaldech se věnuje vzdělávacím aktivitám a nabízí programy pro školy s přírodovědeckou tematikou.

## Každoroční aktivity
- Setkání skautů na Ivančeně[12] v Beskydech se mší svatou na připomínku popravených skautů
- Diecézní pouť rodin na Mariahilf[13]
- Setkání dětí a rodin na Prašivé[14]
- Pouť tří národů Hrčava[15] – setkání českých, polských a slovenských věřících se svými biskupy
- Slavnost sv. Melichara Grodeckého[16] – česko-polské setkání v Těšíně
- Pouť za duchovní povolání[17]

## Církevní školy
Ostravsko-opavské biskupství je zřizovatelem několika škol:
- Církevní základní škola a mateřská škola Přemysla Pittra v Ostravě
- Církevní základní škola svaté Ludmily v Hradci nad Moravicí
- Základní škola svaté Zdislavy Kopřivnice
- Základní umělecká škola duchovní hudby Frýdek-Místek
- Střední pedagogická škola a Střední zdravotnická škola svaté Anežky České v Odrách
- Biskupské gymnázium v Ostravě
- Církevní středisko volného času sv. Jana Boska v Havířově
- Dětský domov bl. Marie Antoníny Kratochvílové v Řepišti

## Poutní místa
V diecézi existuje celá řada poutních míst, především mariánských:
- Bazilika Navštívení Panny Marie ve Frýdku-Místku
- Poutní kostel Panny Marie Pomocné ve Zlatých Horách
- Uhlířský vrch u Bruntálu – poutní kostel Panny Marie Pomocné
- Poutní kostel Nanebevzetí Panny Marie v Hrabyni
- Poutní kostel Panny Marie Sedmibolestné na Cvilínu u Krnova
- Kaple sv. Cyrila a Metoděje na Radhošti
- Kostel sv. Vojtěcha v Opavě (Panna Maria Opavská)
- Kaple svaté Anny u Opavy[19]

## Hospodaření
Hlavním zdrojem výnosů biskupství byly v roce 2022 výnosy Biskupským lesů. Hlavním zdrojem výnosů farností diecéze byly sbírky, dary a provozní dotace. Hlavními náklady biskupství byly služby spojené s pěstební činností a udržováním majetku sloužícího hospodářské činnosti. Hlavními náklady farností byly opravy majetku a režijní výdaje.
Biskupství dokončilo kompletní rekonstrukci u dvou lesních chat, rekonstrukci lovecké chaty Kocián, rekonstrukci domu v Heřmanovicích a obměnilo vozový park. Ke konci roku 2022 pokračovala výstavba Komunitního centra ve Staré Vsi nad Ondřejnicí, dále rekonstrukce dvou objektů určených k bydlení v obci Bílá a soustavná revitalizace lesní infrastruktury a budov.

### Biskupské lesy
Biskupské lesy byly založeny k 1. 7. 2014 a spravují lesy biskupství s cílem zajistit ekonomickou soběstačnost diecéze a kultivovat krajinu pro užitel celé společnosti. Lesní správa Ostravice se sídlem v Ostravě má na starost výměru 17 365 ha, lesní správa Vrbno p. Pradědem se sídlem v osadě Vidly výměru 6 562 ha. Obora Hukvaldy se sídlem v Hukvaldech spravuje 440 ha lesů a Středisko Farní lesy se sídlem v budově biskupství výměru 908 ha.
V roce 2022 pracovalo u biskupských lesů 66 technicko-hospodářských pracovníků. Vytěženo bylo celkem 243 095 m³ dříví. Většina dříví byla prodána, ze 70 % velkým dřevařským firmám, ze 30 % firmám regionálním.

### Investice u Arca Capital
V roce 2016 investovalo biskupství 17 milionů korun u finanční skupiny Arca Capital. V květnu 2021 však soud vyhlásil úpadek této firmy. Jde o největší krach od 90. let 20. století – závazky skupiny Arca dosahují asi 19 miliard korun. Biskupství přitom nepatří mezi zajištěné věřitele.

## Oslavy 10. výročí
Dne 26. srpna 2006 oslavily tisíce poutníků v katedrále Božského Spasitele desáté výročí ostravsko-opavského biskupství. Ostrava kromě těchto návštěvníků uvítala i významné církevní představitele, jako byl např. papežský nuncius Diego Causero, pražský kardinál Miloslav Vlk, olomoucký arcibiskup Jan Graubner a biskupové z okolních států. Návštěvníkům byl zpřístupněn kostel svatého Václava, kde byla u slavnostní příležitosti instalována výstava fotografií Pavla Zuchnického věnovaná desetiletí diecéze.

## Statistiky
V roce 2019 bylo v diecézi 429 000 pokřtěných osob při počtu obyvatel 1 292 170, což představuje 33,2 % z celkového počtu obyvatel.
| rok  | populace | populace  | populace | kněží  | kněží    | kněží   | kněží      | trvalí jáhnové | řeholníci | řeholníci | farnosti |
| rok  | pokřtění | celkem    | %        | celkem | diecézní | řeholní | počet křtů | trvalí jáhnové | muži      | ženy      | farnosti |
| ---- | -------- | --------- | -------- | ------ | -------- | ------- | ---------- | -------------- | --------- | --------- | -------- |
| 1999 | 600 000  | 1 370 000 | 43,8     | 202    | 146      | 56      | 2 970      | 16             | 61        | 402       | 279      |
| 2000 | 600 000  | 1 370 000 | 43,8     | 210    | 152      | 58      | 2 857      | 17             | 63        | 399       | 277      |
| 2001 | 600 000  | 1 370 000 | 43,8     | 205    | 151      | 54      | 2 926      | 16             | 57        | 364       | 276      |
| 2002 | 600 000  | 1 370 000 | 43,8     | 204    | 149      | 55      | 2 941      | 16             | 59        | 327       | 276      |
| 2003 | 424 000  | 1 320 000 | 32,1     | 203    | 151      | 52      | 2 088      | 17             | 56        | 318       | 276      |
| 2004 | 423 000  | 1 311 000 | 32,3     | 205    | 155      | 50      | 2 063      | 17             | 55        | 291       | 277      |
| 2013 | 429 000  | 1 313 000 | 32,7     | 227    | 179      | 48      | 1 889      | 28             | 56        | 155       | 276      |
| 2016 | 429 300  | 1 316 000 | 32,7     | 229    | 190      | 39      | 1 874      | 27             | 53        | 150       | 276      |
| 2019 | 429 000  | 1 292 170 | 33,2     | 227    | 191      | 36      | 1 889      | 26             | 52        | 109       | 276      |